# Parque nacional de la Selva Impenetrable de Bwindi
El Parque Nacional de la Selva Impenetrable de Bwindi está situado en el suroeste de Uganda, a lo largo de la frontera con la República Democrática del Congo. Al otro lado de esta frontera se encuentra el Parque Nacional Virunga. Fue creado en 1991. 
El parque ocupa más de 32.092 hectáreas de selva, tanto montaña como de tierras bajas, y sólo es accesible a pie. Fue declarado Patrimonio de la Humanidad por la Unesco en 1994.
Es un refugio para los colobos, chimpancés y para muchas especies de aves. Destacan sus trescientos gorilas de montaña, la mitad de la población mundial de esta especie en peligro de extinción. Hay tres grupos de gorilas habituados a la presencia humana, llamados Mubare, Katendegyere y Rushegura. Los Mubare son los más sociables.
Es uno de los ecosistemas más ricos de África; alberga unas 120 especies de mamíferos, 346 de aves, 202 de mariposas, 163 de árboles, 100 de helechos, 27 de anfibios y reptiles, y muchas especies amenazadas. Comparte los elevados niveles de endemismos de la selva montana de la falla Albertina.

## Galería de imágenes

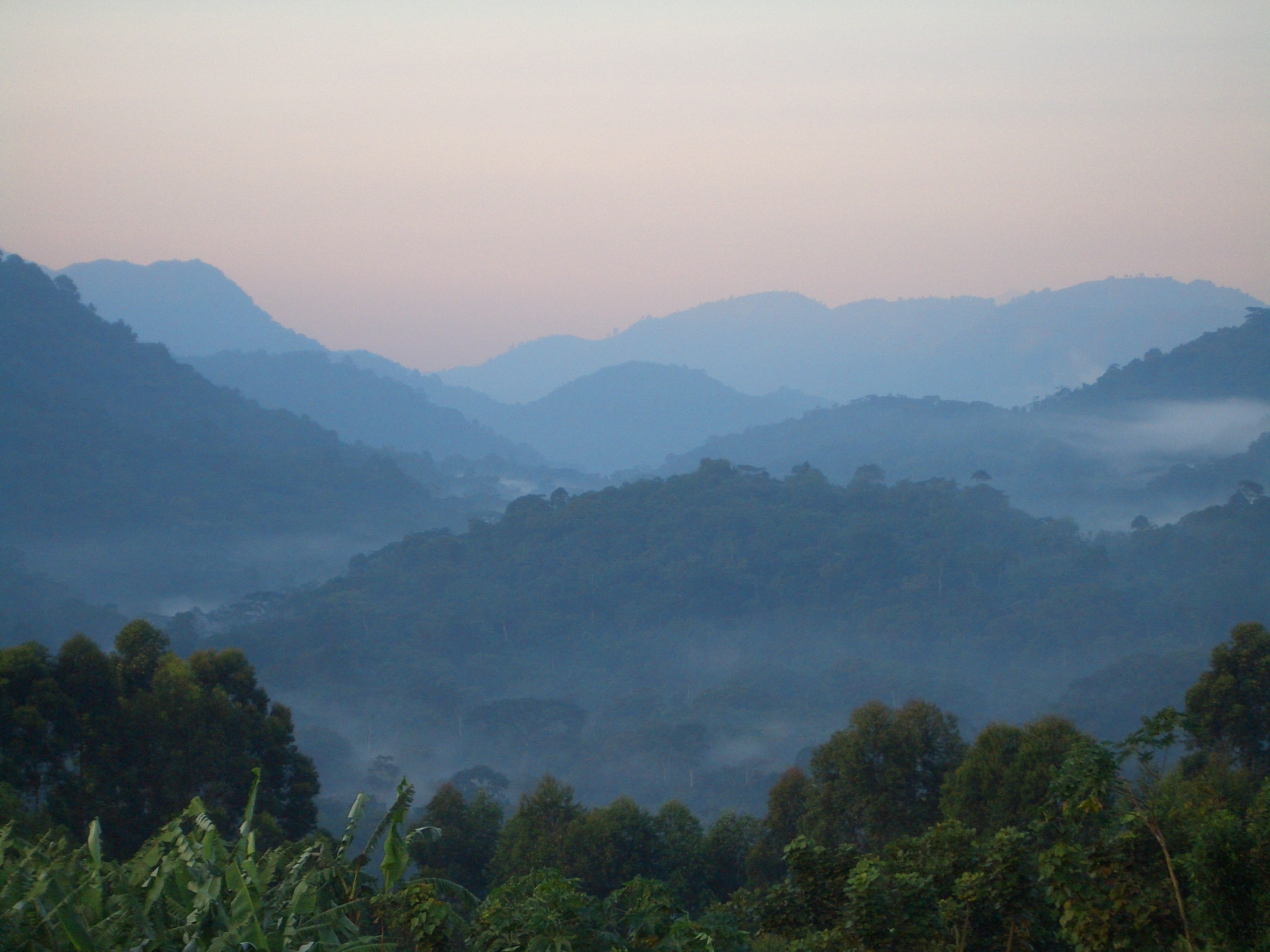
Paisaje.
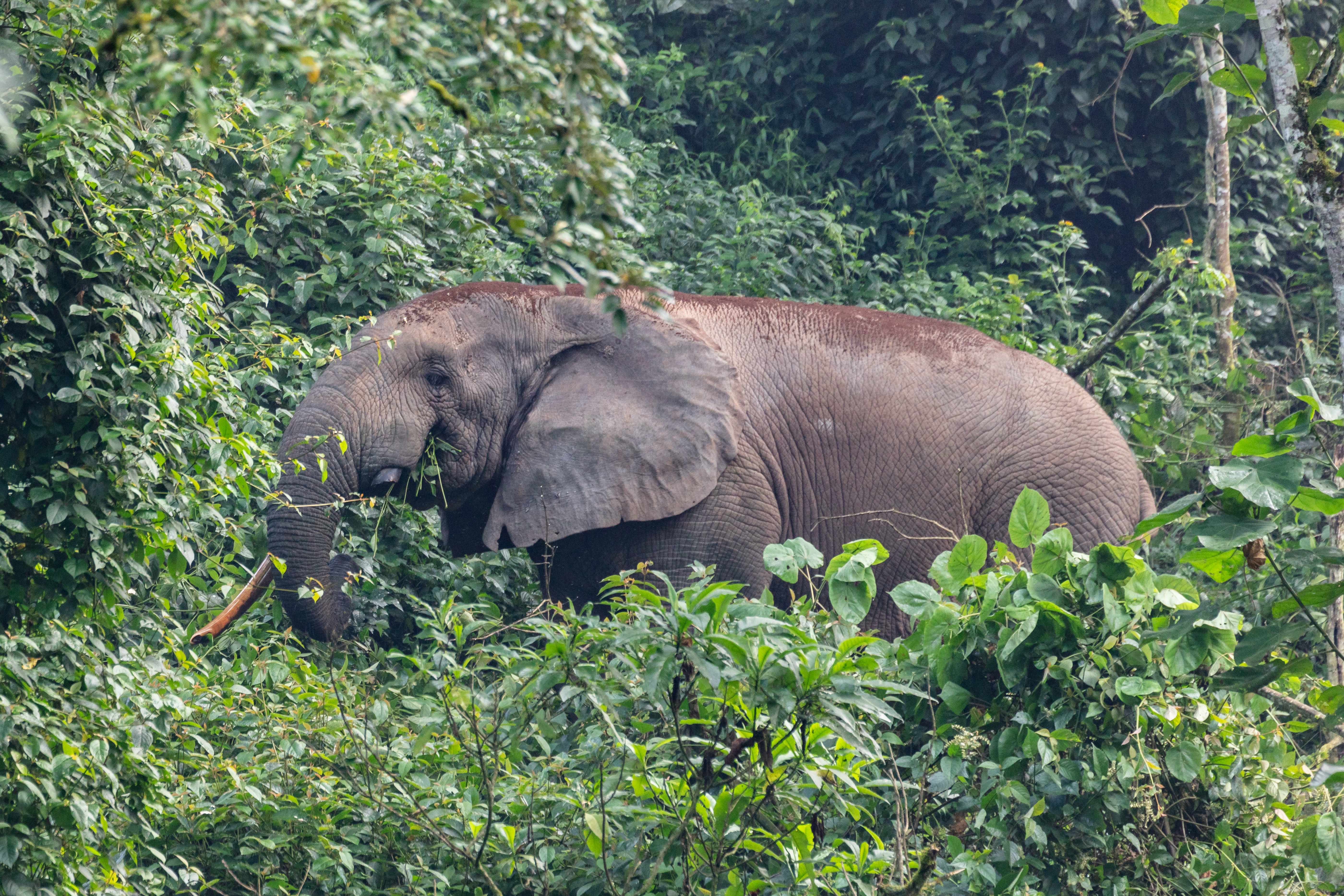
Elefante africano de sabana (Loxodonta africana) en el parque.
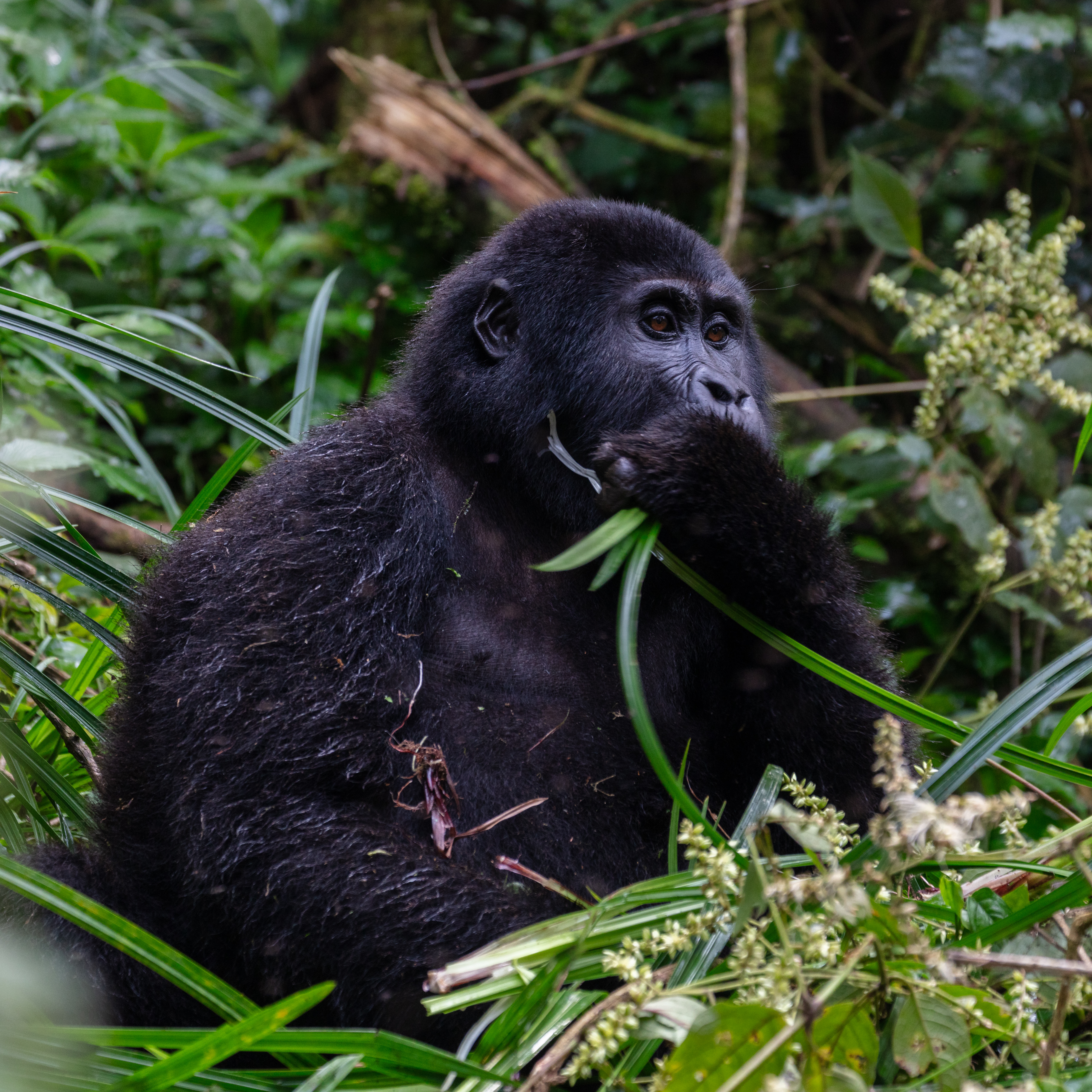
Gorila de montaña (Gorilla beringei beringei) en Bwindi.
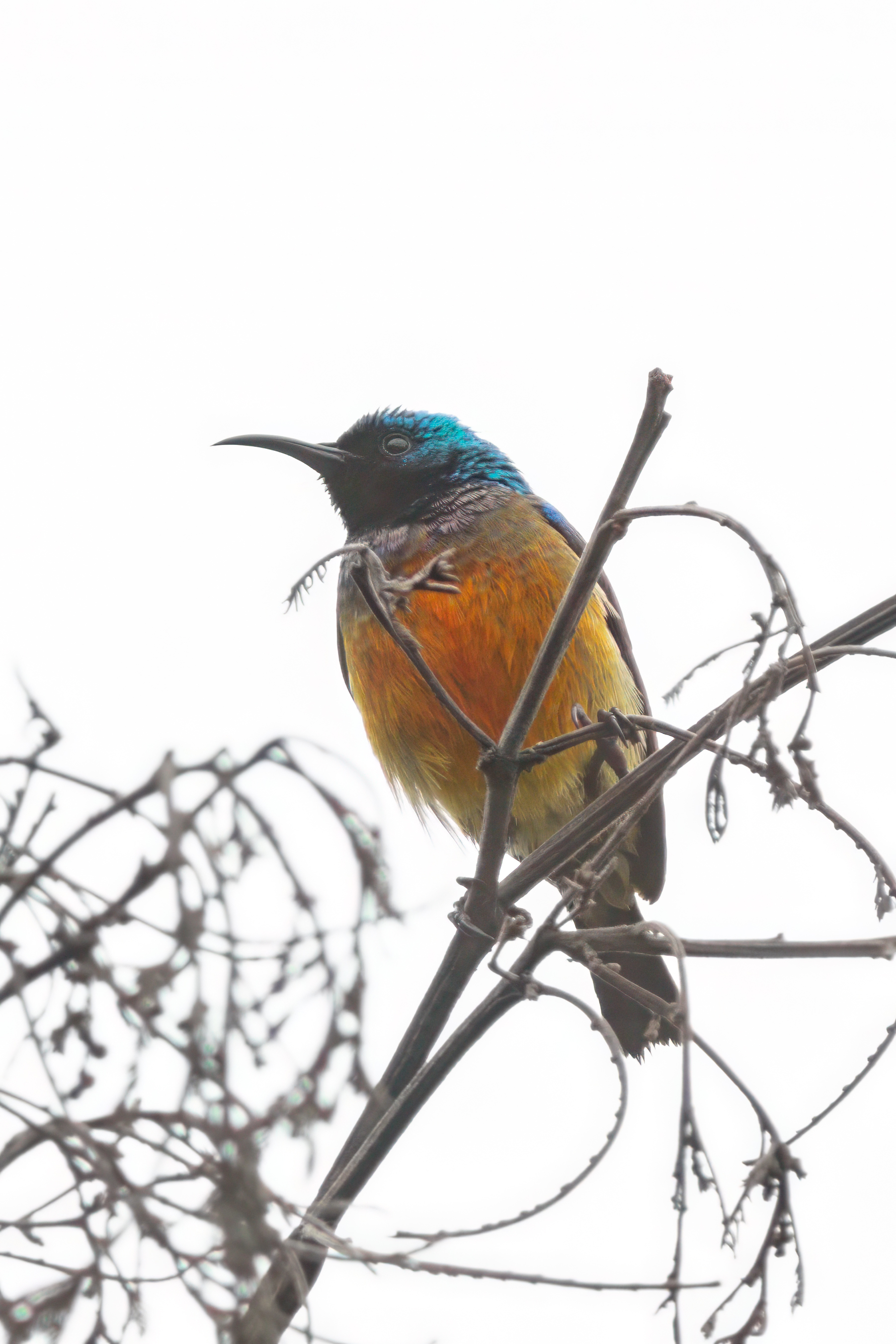
Suimanga variable (Cinnyris venustus).